# 周汝川
周汝川（英語：Chou Ju-Chuan，1917年2月12日—2011年12月6日），臺灣台中廳出生，父親是彰化人，母親是台中人。日本齒科大學齒學博士，畢業後在日本齒科診所實習九個月，於珍珠港事件爆發前返回台灣開設「汝川齒科醫院」。其妻則畢業於日本女子齒科專門學校。中山醫學大學及中山醫學大學附設醫院之創辦人及董事長，周奉獻了半世紀的辛勞使其成為台灣中部培養醫護人才的搖籃之一。他曾說「醫生不該只想著賺錢，而要將這個職業當成使命，做了『功德』就能『獲得』，並呼籲學生重視醫學倫理，在『醫人』的同時，也要『醫心』」。

## 經歷
父親為招贅，曾是小學教師；母親姓賴，為臺中大地主的女兒。小學讀中師附校（今中教大附小），中學前往台南讀長老教會中學（今長榮中學），大學則赴日本就讀日本齒科大學，畢業後在日本齒科診所實習九個月。
- 1942年在臺中市中正路（今臺灣大道一段）開設「汝川齒科」，隔年與張不結婚，診所改名「中心齒科診所」。
- 1956年，展開「中山牙醫專科學校」創校籌備工作，過程相當艱辛，與大弟周汝南商量將母親分給他們的土地捐出建校（今中山醫大大慶院區）。
- 1960年在同為牙醫出身的陳江山監察委員協助下，正式成立「中山牙科專科學校」（簡稱中山牙專，今中山醫學大學），由已退休的台大醫學院外科徐傍興教授（美和護專創辦人）擔任首任校長。因仰慕國父孫中山救國救民的精神而命名中山。
- 1963年為使醫學院學生有場所可實習，決定在台中港路（今臺灣大道）均安街口成立「中山附設醫院中港院區」，興建七層樓的附設醫院，並以診所收入繼續填補醫院支出。
- 1966年，附設醫院「孫中山先生紀念醫院」正式開幕。
- 1976年底，中山附醫免費收容照顧來自高雄的張忠仁、張忠義這對坐骨連體雙胞男嬰，後來兩兄弟到台大醫院進行分割手術時，周汝川特別指派照顧兄弟多年的兩位醫師到台大支援，並於分割手術後繼續免費照顧兩兄弟長達2年之久，獲得社會好評，也讓中山附設醫院名氣大開。
- 2011年12月辭世，葬禮於中山醫大校內舉行，隨後移靈至大甲火葬場火化，安厝於彰化的周氏家族墓園。

## 外部連結
- 中山醫學院創校簡史（页面存档备份，存于），中山醫學院。
- 周汝川系列報導，中山醫學院。
- 周汝川（页面存档备份，存于），台灣大百科全書。
- 醫界活寶──周汝川博士，周大觀文教基金會。